# Agostino Ziino
Agostino Ziino (Palermo, 24 dicembre 1937) è un musicologo italiano.

## Biografia
Figlio del direttore d'orchestra Ottavio Ziino, è stato presidente della Società Italiana di Musicologia (SIdM) dal 1988 al 1994, dell'Orchestra di Roma e del Lazio (ORL) e dell'Istituto Italiano per la Storia della Musica (IISM). Nel 1962 si è laureato presso l'Università degli Studi di Roma sotto la guida di Luigi Ronga e l'anno successivo ha insegnato storia della musica presso il Conservatorio di Perugia. Libero docente dal 1967, ha insegnato presso le Università di Messina, di Siena (Storia della musica medievale) e, dal 1981 al 1995, è stato professore ordinario di storia della musica presso la Facoltà di Lettere dell'Università di Napoli. È stato altresì assistente ordinario presso l'Università degli Studi di Pavia (Paleografia e Filologia musicale). Fino al 2010, anno in cui è andato in pensione, è stato professore di Storia della musica nel corso di laurea triennale in "Discipline delle Arti, della Musica e dello Spettacolo" (DAMS) e nel corso di laurea specialistica e magistrale in "Musicologia e Beni Musicali" presso l'Università degli studi di Roma Tor Vergata, dove è professore emerito. I suoi studi musicologici si sono rivolti in particolar modo alla musica antica e alla Lauda, sulle quali ha pubblicato saggi, monografie ed edizioni critiche.
Ha fatto parte del Consiglio direttivo di riviste quali «Acta Musicologica» e «Studi Musicali» ed è stato altresì redattore della «Nuova Rivista Musicale Italiana».
Nel 2000 l'Accademia dei Lincei gli ha conferito il Premio Feltrinelli per la Storia della musica.
È Accademico effettivo dell'Accademia Nazionale di Santa Cecilia.

## Pubblicazioni
- Alcune osservazioni sul testo musicale dello «Sponsus», in «Cultura Neolatina», XXVII, 1967, pp. 1-11.
- Pietro della Valle e la «Musica erudita». Nuovi documenti, in «Analecta Musicologica», IV, 1967, pp. 97-111.
- Frammenti gregoriani nell'Archivio di Stato di Cremona, in «Bollettino Storico Cremonese», XXIII 1965-68, pp. 223-48 (in coll. con F. Fronte).
- Strutture strofiche nel Laudario di Cortona, Palermo, Lo Monaco, 1968.
- «Contese letterarie» tra Pietro della Valle e Nicolò Farfaro sulla musica antica e moderna, in «Nuova Rivista Musicale Italiana», III, 1, 1969, pp. 101-120.
- L'edizione Del Monaco (Napoli, s.d.) de "La Traviata", Atti del I Congresso internazionale di studi verdiani (Venezia, 31 luglio-2 agosto 1966), Parma, Istituto di Studi Verdiani, 1969, pp. 281-96.
- Antologia della critica wagneriana in Italia, Messina, Peloritana, 1970.
- Con humiltà di core: ipotesi su un caso di adattamento musicale, in Memorie e contributi alla musica dal Medioevo all'Età moderna offerti a Federico Ghisi = «Quadrivium», XII, 1971, pp. 71-9.
- Frammenti di laudi nell'Archivio di Stato di Lucca, in «Cultura Neolatina», XXXI, 1971, pp. 295-312.
- Osservazioni sulla struttura de «L'Accademia d'Amore» di Alessandro Stradella, in «Chigiana», XXVI-XXVII, nuova serie, 6-7, 1971, pp. 137-69.
- Rassegna della letteratura wagneriana in Italia (raccolta di materiali per servire alla storia della fortuna di Wagner in Italia), in «Analecta Musicologica», XI, 1972, (Atti del «Colloquium Verdi-Wagner», Roma 1969, a c. di F. Lippmann), pp. 14-139.
- Composizioni polifoniche del primo Quattrocento nei libri corali di Guardiagrele, in «Rivista Italiana di Musicologia», VII, 1972, pp. 153-81 (in coll. con G. Cattin e O. Mischiati).
- Adattamenti musicali e tradizione manoscritta nel repertorio laudistico del Duecento, in Scritti in onore di Luigi Ronga, Milano, Ricciardi, 1973, pp. 653-69.
- Ancora sulle composizioni polifoniche di Guardiagrele. Aggiunte e precisazioni, in «Rivista Italiana di Musicologia», VIII, 1973, pp. 9-13.
- Laudi musicali del XVI secolo: il manoscritto Ferrajoli 84 della Biblioteca Apostolica Vaticana, in «Cultura Neolatina», XXXIII, 1973, pp. 273-239 (in coll. con F. Carboni).
- Nuove fonti di polifonia italiana dell'Ars nova, in «Studi musicali», II, 1973, pp. 235-55 (in coll. con G. Donato).
- Documenti di polifonia in Abruzzo, Roma, Pro Musica Studium, 1974.
- Aspetti della tradizione orale nella musica medievale, in L'etnomusicologia in Italia, Atti del I Convegno sugli studi etnomusicologici in Italia (Roma, 29 novembre-2 dicembre 1973), a c. di D. Carpitella, Palermo, Flaccovio, 1975, pp. 169-87.
- Polifonia nella cattedrale di Lucca durante il XIII secolo, in «Acta Musicologica», XLVII, 1975, pp. 16-30.
- Polifonia «primitiva» nella Biblioteca Capitolare di Benevento, in «Analecta Musicologica», XV, 1974, pp. 1-14.
- Una ignota testimonianza sulla diffusione del mottetto in Italia durante il XIV secolo, in «Rivista Italiana di Musicologia», X, 1975, pp. 20-31 (Studi in onore di Nino Pirrotta).
- Note sulla diffusione del tema «Quem quaeritis» in area italiana, in Dimensioni drammatiche della liturgia medievale, Atti del I Convegno di Studio (Viterbo, 31 maggio-2 giugno 1976), Roma, Bulzoni, 1977, pp. 273-93.
- Testi laudistici musicati da Palestrina, in Atti del Convegno di studi palestriniani (Palestrina, 28 settembre-2 ottobre 1975), a c. di F. Luisi, Palestrina, Fondazione Pierluigi da Palestrina, 1977, pp. 383-408.
- L'Ars Nova Italiana del Trecento, vol. IV, Certaldo, Centro di Studi sull'Ars Nova Italiana del Trecento, 1978.
- Poesie musicali e uno sconosciuto intonatore dell'«Ars Nova», in «Esercizi», I, 1978, pp. 61-6 (in coll. con F. Carboni).
- Polifonia "arcaica" e "retrospettiva" in Italia centrale: nuove testimonianze, in «Acta Musicologica», L, 1978, pp. 193-207.
- Testi religiosi medioevali in notazione mensurale, in L'Ars Nova Italiana del Trecento, IV, a c. di A. Ziino, Certaldo, Centro di Studi sull'Ars Nova del Trecento, 1978, pp. 447-91.
- Isoritmia musicale e tradizione metrica mediolatina nei mottetti di Guillaume de Machaut, in «Medioevo Romanzo», V, 1978, pp. 438-65.
- Laudi e miniature fiorentine del primo Trecento, in «Studi Musicali», VII, 1978, pp. 39-83.
- «Magister Antonius dictus Zacharias de Teramo»: alcune date e molte ipotesi, in «Rivista Italiana di Musicologia», XIV, 1979, pp. 331-48;
- Mout m'alegra douza vos per boscaje, in «Cultura Neolatina», XXXIX, 1979, pp. 69-80 (in coll. con L. Rossi).
- «A dimandar pietà», laude musicale in un dipinto attribuito a Giovanni Battista Caporali, in Arte e Musica in Umbria tra Cinquecento e Seicento, Atti del XII Convegno di studi umbri (Gubbio-Gualdo Tadino, 30 novembre-2 dicembre 1979), Perugia, 1981, pp. 81-91.
- Due sequenze del XIII secolo in notazione mensurale, in Letterature comparate. Problemi e metodo, Studi in onore di Ettore Paratore, Bologna, Patron, 1981, pp. 1075-1105.
- La Dissertazione sullo stato attuale della musica italiana (Venezia 1811) di Giovanni Agostino Perotti ed una lettera inedita di Giovanni Paisiello, in «Quadrivium», XXII, 1981, pp. 201-13.
- Sequenza e laude: nuove tessere musicali per un'ipotesi, in Le laudi drammatiche umbre delle origini, Atti del V Convegno di studio (Viterbo 22-25 maggio 1980), Viterbo, Centro di Studi sul Teatro Medioevale e Rinascimentale, 1981, pp. 229-39.
- Precisazioni su un frammento di musica francese trecentesca conservato nell'Archivio Comunale di Cortona, in Università e Beni Culturali: il contributo degli studi medievali e umanistici, Atti del Convegno (Arezzo-Siena 21-23 gennaio 1977), a c. di I Deug-Su ed E. Menestò, Firenze, La Nuova Italia Editrice, 1981, pp. 351-61 ("Quaderni del «Centro per il collegamento degli studi medievali e umanistici nell'Università di Perugia»", 7).
- Un antico «Kyrie» a due voci per strumento a tastiera, in «Nuova Rivista Musicale Italiana», XV/4, 1981, pp. 268-33.
- Guillaume de Machaut fondateur d'école, in Guillaume de Machaut, Colloque - Table ronde organisé par l'Université de Reims (Reims, 19-22 avril 1978), Paris, Klinck sieck, 1982, pp. 329-35 (ripubbl. con aggiornamenti e integrazioni in Scritti offerti a Gino Raya, Roma, Herder, 1982, pp. 499-509).
- Aspetti della critica wagneriana in Italia, in Wagner in Italia, a c. di Giancarlo Rostirolla, Torino, ERI, 1982, pp. 317-407.
- Musicologia storica. 1. Medioevo (I), in Vent'anni di musicologia in Italia, a c. di F. A. Gallo, «Acta Musicologica», LIV, 1982, pp. 14-34.
- Una nuova testimonianza musicale per la «Nencia da Barberino», in «Schede Medievali», III, 1982, pp. 253-80 (in coll. con F. Carboni).
- Liturgia e musica francescana nei secoli XIII-XIV, in Francesco D'Assisi, storia e arte, a c. di R. Rusconi, Milano, Electa, 1982, pp. 127-58.
- Una fonte tedesca della ballata «Deh, no me fare languire», in «Studi Medievali», 3ª serie, XXIII, 1982, pp. 303-9 (in coll. con F. Carboni).
- Le quattro versioni dell'Ezio di Nicolò Jommelli, in Musica e cultura a Napoli dal XV al XIX secolo, a c. di L. Bianconi e R. Bossa, Firenze, Olschki, 1983, pp. 239-65.
- Caravaggio: aspetti musicali e committenza, in «Studi Musicali», XII, 1983, pp. 67-90 (in coll. con F. Trinchieri Camiz).
- Luigi Romanelli ed il mito del classicismo nell'opera italiana del primo Ottocento, in «Chigiana», XXXVI, 1979 [ma 1984], pp. 173-215.
- Ripetizioni di sillabe e parole nella musica profana italiana del Trecento e del primo Quattrocento: proposte di classificazione e prime riflessioni, in Musik und Text in der Mehrstimmigkeit des 14. und 15. Jahrhunderts, Atti del Convegno di Studi (Wolfenbüttel, 8-12 settembre 1980), edd. U. Günther e L. Finscher, Kassel, Bärenreiter, 1984, pp. 93-119 (Göttinger musikwissenschaftliche Arbeiten, 10).
- Gli strumenti musicali dei dipinti di Giovanni di Paolo, in Studi di storia dell'arte in memoria di Mario Rotili, Napoli, Banca Sannitica, 1984, pp. 315-19 (in coll. con D. Mazziniani).
- Il contrappunto vocale italiano classico negli studi e nell'esperienza didattica di Alberto Favara, in «Chigiana», XXXVII, 1980 [ma 1985], pp. 119-33 (si tratta di un articolo già pubblicato nel 1980 dall'Accademia di Scienze, Lettere e Arti di Palermo).
- (a c. di) L'Ars Nova Italiana del Trecento, vol. V, Palermo, Enchiridion, 1985.
- Osservazioni sulla melodia della 39ª lauda cortonese in onore di Sant'Antonio, in Storia e cultura a Padova nell'età di sant'Antonio, Padova, Istituto per la Storia Ecclesiastica Padovana, 1985, pp. 442-45 (Fonti e Ricerche di Storia Ecclesiastica Padovana, 16).
- "... secundum consuetudinem Romanae Ecclesiae". Tradizione ed innovazione, contenuto e struttura nei libri liturgico-musicali tra XIII e XV secolo, in La biblioteca musicale Laurence K. J. Feininger, catalogo a c. di D. Curti e F. Leonardelli, Trento, 1985, pp. 50-61.
- Una sequenza mensurale per san Fortunato ed un Amen a tre voci nella Biblioteca Comunale di Todi (con un'Appendice sul frammento di Cortona), in L'Ars Nova Italiana del Trecento, vol. V, a c. di A. Ziino, Palermo, Enchiridion, 1985, pp. 257-270.
- La ballata in musica dalla frottola al madrigale: campioni per una ricerca, in La letteratura, la rappresentazione, la musica al tempo e nei luoghi di Giorgione, Atti del convegno internazionale di studi (Castelfranco Veneto, 1975), a c. di M. Muraro, Roma, Jouvence, 1987, pp. 259-72.
- La policoralità in alcuni teorici del Seicento, in La policoralità in Italia nei secoli XVI e XVII, giornata internazionale di studi (Messina, 27 dicembre 1980), a c. di G. Donato, Roma, Torre d'Orfeo, 1987, pp. 119-33 (Miscellanea Musicologica, 3).
- (a c. di) Händel e gli Scarlatti a Roma, atti del Convegno internazionale di studi, Roma, 12-14 giugno 1985, Firenze, Olschki, 1987 (in coll. con N. Pirrotta).
- (a c. di) La musica a Napoli durante il Seicento, Atti del Convegno internazionale di studi, (Napoli, 11-14 aprile 1985), Roma, Torre d'Orfeo, 1987 (in coll. con D. A. D'Alessandro).
- (a c. di) Il Teatro di San Carlo. 1737-1987. L'opera e il ballo, Napoli, Electa Napoli, 1987 (in coll. con B. Cagli).
- Martini studioso della musica medievale, in Padre Martini. Musica e cultura nel Settecento europeo, a c. di A. Pompilio, Firenze, Olschki, 1987, pp. 55-72.
- Sequenza, sirventese e laude a proposito di Oimé lasso e freddo lo mio core, in Musicologie Médiévale. Notations et séquences, Actes de la Table Ronde du C.N.R. S. (Orléans 6-7 septembre 1982), ed. M. Huglo, Champion, Paris, 1987, pp. 247-57.
- Il canto delle laudi durante il Trecento. Tre città a confronto: Firenze, Fabriano e Gubbio, in La musica al tempo di Dante, Atti del Congresso internazionale (Ravenna 12-14 settembre 1986), a c. di L. Pestalozza, Milano, Unicopli, 1988, pp. 113-29 (Quaderni di Musica/Realtà, 19).
- «Chosa non è ch'a sé tanto mi tiri»: una ballata anonima nello stile di Landini, in La Toscana nel secolo XIV. Caratteri di una civiltà regionale, a c. di S. Gensini, Pisa, Pacini, 1988, pp. 519-38.
- Polifonia 'retrospettiva' e polifonia 'dotta' in Abruzzo durante il Quattrocento, in «Prospettiva: rivista di storia dell'arte antica e moderna», n. 53-56, aprile 1988-gennaio 1989: Scritti in ricordo di Giovanni Previtali, Firenze, Centro Di, 1989, vol. I, pp. 256-63 (in coll. con W. Tortoreto).
- La laude musicale del Due-Trecento: nuove fonti scritte e tradizione orale, in Miscellanea di studi in onore di Aurelio Roncaglia a cinquant'anni dalla sua laurea, Modena, Mucchi editore, 1989, pp. 1465-502.
- Cantate ed arie romane del tardo Seicento nel Fondo Caetani della Biblioteca Corsiniana: repertorio, forme e strutture, in «Studi Musicali», XVIII 1989, pp. 49-192 (in coll. con F. Carboni e T. M. Gialdroni).
- Ancora sulla sequenza «Ave stella matutina». Note sull'Amen polifonico, in Le polifonie primitive in Friuli e in Europa, Atti del Congresso internazionale (Cividale del Friuli, 22-24 agosto 1980), a c. di C. Corsi e P. Petrobelli, Roma, Edizioni Torre d'Orfeo, 1989, pp. 311-22.
- Alcune osservazioni sui rapporti tra poesia e musica a proposito di otto cantate romane del tardo Seicento, in «I Quaderni della Civica Scuola di Musica», n. 19-20, dicembre 1990.
- Balade e Baladelle: osservazioni sul rapporto tra poesia e musica in alcune composizioni di Guillaume de Machaut, in Studi in onore di Giulio Cattin, Roma, Torre d'Orfeo, 1990, pp. 15-27 (versione rivista ed ampliata di un articolo già apparso sulla rivista «Prospettive Musicali», I, 1982, n. 1, pp. 10-16).
- Postille palestriniane: nota sul madrigale "Nessun visse giammai più di me lieto", in Struttura e retorica nella musica profana del Cinquecento, Atti del Convegno, Trento 23 ottobre 1988, a c. di M. Gozzi, Roma, Torre d'Orfeo, 1990, pp. 141-55.
- Some Observations on the Motet Mellis stilla-Domino, in «Revista de Musicologia», XIII, 1990, pp. 487-99.
- The Lucca Codex, Lucca, LIM, 1990 (Ars Nova, I) (in coll. con J. Nádas).
- (a c. di) Musica senza aggettivi. Studi in onore di Fedele d'Amico, Firenze, Olschki, 1991.
- Caratteri e significato della tradizione musicale trobadorica, in Lyrique Romane Médiévale: la Tradition des Chansonniers, Actes du Colloque de Liège, 1989, ed. Madeleine Tyssens, Université de Liége, Liége, 1991, pp. 85-218 (Bibliothèque de la Faculté de Philosophie et Letters de l'Université de Liège, fascicule CCLVIII).
- La tradizione musicale del Don Giovanni fino a Mozart, in «Studi italo-tedeschi/Deutsch - Italienische Studien», XV, 1991 (Merano), pp. 87-116.
- (a c. di) La Sequenza medievale, atti del Convegno internazionale (Milano 7-8 aprile 1984), Lucca, LIM, 1992.
- La tradizione musicale dello Stabat mater fino a Palestrina, in Atti del II Convegno internazionale di studi palestriniani, Palestrina, 1986, a c. di L. Bianchi e G. Rostirolla, Palestrina, Fondazione Pierluigi da Palestrina, 1992, pp. 29-61.
- Nota su Francesco Lombardi e l'introduzione della monodia a Napoli, in Centri e periferie del Barocco, vol. II: Barocco napoletano, Roma, Libreria dello Stato, 1992, pp. 501-13.
- Sequenze in una fonte sconosciuta dell'Italia centrale, in La Sequenza medievale, atti del Convegno internazionale, Milano 7-8 aprile 1984, a c. di A. Ziino, Lucca, LIM, 1992, pp. 155-71.
- La notazione musicale, in Il codice Squarcialupi, 2 voll., Firenze-Lucca, Giunti-LIM, 1992, pp. 255-77.
- «Compositori originali» e «Compositori imitatori» nel pensiero di alcuni musicisti napoletani, in Napoli e il teatro musicale in Europa tra Sette e Ottocento. Studi in onore di Friedrich Lippmann, a c. di B. M. Antolini e W. Witzenmann, Firenze, Olschki, 1993, pp. 360-81 (in coll. con T. M. Gialdroni).
- Again on the Music of the Poem, "La Nencia da Barberino", in Lorenzo de' Medici. New Perspectives, Proceedings of the International Conference Held at Brooklyn College and the Graduate Center of the City University of New York, April 30-May 2, 1992, ed. by Bernard Toscani, Peter Lang, New York, 1994, pp. 203-18.
- Il Codice T.III.2 - Torino, Biblioteca Nazionale Universitaria, Lucca, LIM, 1994 (Ars Nova, 3).
- On the Poetic and Musical form of Six Ballades of the Manuscript Turin, Biblioteca Nazionale, J. II.9, in The Cypriot-French Repertory of the Manuscript Torino J. II. 9. Report of the International Musicological Congress, Paphos, 20-15 March 1992, a c. di U. Günther e L. Finscher, American Institute of Musicology, Neuhausen, 1995 (Musicological Studies and Documents, 45), pp. 377-94.
- Minima palestriniana: Giovanni Pierluigi da Palestrina e la ballata, in «Note su Note», II, 1994, pp. 221-72.
- La «Festa teatrale» nella tradizione musicale napoletana, 1734-1797, in Storia e civiltà in Campania. Il Settecento, a c. di G. Pugliese Carratelli, Napoli, Electa Napoli, 1994, pp. 419-68 (in coll. con T. M. Gialdroni).
- Le biblioteche musicali, in Accademia Nazionale dei Lincei, Giornate Lincee sulle biblioteche pubbliche statali (Roma, 21-22 gennaio 1993), Roma, Accademia Nazionale dei Lincei, 1994 (Atti dei Convegni Lincei, 109), pp. 111-16.
- Premessa al volume Le discipline musicologiche e l'Università, a c. di M. T. Gialdroni, Roma, Società Italiana di Musicologia, 1994, pp. 5-14.
- Sui rapporti tra la storia della musica e altre discipline, in Il testo e la ricerca d'équipe. Esperienze di lavoro di gruppo nelle discipline umanistiche, Atti dell'incontro-seminario di Viterbo, 24-26 settembre 1990, Roma, Salerno Editrice, 1995, pp. 263-68 (Pubblicazioni del «Centro Pio Rajna», Sezione prima, Studi e Saggi, 2).
- Rime per musica e danza, in Storia della letteratura italiana, diretta da E. Malato, vol. II: Il Trecento, Roma, Salerno Editrice, 1995, pp. 455-529.
- Dal latino al cumanico, ovvero Osservazioni su una versione trecentesca della sequenza Sagïnsamen bahasïz kanïnï in notazione mensurale, in Trenta anni di musicologia in Italia. Studi in onore di F. A. Gallo, Roma, Edizioni Torre d'Orfeo, 1995, pp. 31-47.
- Due nuovi frammenti di musica profana del primo Quattrocento nell'Archivio di Stato di Frosinone, in «Studi Musicali», XXIV, 1995, pp. 185-208 (in coll. con G. Gialdroni).
- Un elenco di composizioni musicali intorno alla metà del Quattrocento, in Musica Franca. Studies in Honor of Frank A. D'Accone, New York, Pendragon Press, 1996, pp. 425-87 (in coll. con F. Carboni).
- Nuovi frammenti di un disperso laudario fiorentino, in Col dolce suon che da te piove. Studi su Francesco Landini e la musica del suo tempo in memoria di Nino Pirrotta, a c. di A. Delfino e M. T. R. Barezzani, Firenze, SISMEL-Edizioni del Galluzzo, 1999, pp. 485-505 (in coll. con F. Zimei).
- Quattro frammenti inediti del disperso laudario di Pacino di Bonaguida, in «Rivista Italiana di Musicologia», XXXIV, 1999, pp. 3-45 (in coll. con F. Zimei).
- Quattro madrigali sconosciuti di Palestrina, in «Studi Romani», XLVIII, nn. 3-4, Luglio-Dicembre 2000, pp. 345-58 (in coll. con F. Carboni).
- Echi della 'Passione' nelle laudi musicali del Due-Trecento, in Le Voci della Passione, Atti del Convegno di Studi (Roma, 30-31 marzo 2000), a c. di A. Bini, Bologna, AlfaStudio, 2001, pp. 69-106.
- Tasso e l'ambiente musicale napoletano: fonti, tramiti e repertorio, in «Studi Tassiani Sorrentini», aprile 2001, pp. 83-110.
- «Quella grazia che non nasce dalla stravaganza»: osservazioni sul gusto musicale di Metastasio, in Legge Poesia e Mito. Giannone Metastasio e Vico fra "tradizione" e "trasgressione" nella Napoli degli anni Venti del Settecento, a c. di M. Valente, Roma, Aracne, 2001, pp. 337-61 (in coll. con T. M. Gialdroni).
- «Ascoltiam con la mente / quelli angelici canti»: materiali per lo studio della laude del Due-Trecento, in Fiori Musicologici. Studi in onore di Luigi Ferdinando Tagliavini nella ricorrenza del suo LXX compleanno, raccolti da F. Seydoux, Bologna, Pàtron Editore, 2001, pp. 605-31.
- New Light on Ottaviano Petrucci's Activity 1520-1538, in «Early Music», XXIX, 2001, pp. 501-32 (in coll. con T. M. Gialdroni).
- "Astrea placata" tra Napoli e Vienna, in «Studien zur Musikwissenschaft», 49, 2002 (= Festschrift Leopold M. Kantner zum 70. Geburtstag, hrsg. M. Jahn e A. Pachovsky), pp. 123-137 (in coll. con T. M. Gialdroni).
- Riflessioni sul madrigale nel tardo Seicento, in I capricci di Proteo. Percorsi e linguaggi del Barocco, Atti del Convegno di Lecce, 23-26 ottobre 2000, Roma, Salerno Editrice, 2002, pp. 557-608.
- Il ritorno di "Liolà" in Sicilia: dal testo di Pirandello alla musica di Mulè, in Pirandello e Napoli, Atti del Convegno di studi (Napoli, 29 novembre-2 dicembre 2000), Roma, Salerno Editrice, 2002, pp. 141-254.
- Ritmo musicale, anisosillabismo e tradizione orale nella laude italiana del Trecento, in Sul verso cantato. La poesia orale in una prospettiva etnomusicologica, Atti del congresso di studi (Venezia, gennaio 2000), a c. di M. Agamennone e F. Giannattasio, Padova, Il Poligrafo, 2002, pp. 69-88.
- Ancora su «Magister Antonius dictus Zacharias de Teramo» e l'ospedale di Santo Spirito: qualche ipotesi in più, in Atti del congresso internazionale «L'Antico Ospedale di Santo Spirito. Dall'istituzione papale alla Sanità del Terzo Millennio», Roma, 15-17 maggio 2001 (= «Il Veltro», XLVI, nn. 1-4, gennaio-agosto 2002), pp. 345-50.
- «Ritorna vincitor»: proposte per una ricerca sulla fortuna di Metastasio nell'Ottocento, in Metastasio nell'Ottocento, a c. di F. P. Russo, Roma, Aracne, 2003, pp. 13-23.
- Coscienza storica e identità culturale nella Napoli musicale di fine Ottocento: appunti e riflessioni, in Letteratura e cultura a Napoli tra Otto e Novecento, Atti del congresso, Napoli, Biblioteca Nazionale-Istituto Universitario Orientale, 28 novembre-1º dicembre 2001, a c. di E. Candela, Napoli, Liguori, 2003, pp. 165-78.
- Per i Beni musicali, in Il patrimonio culturale musicale e la politica dei Beni culturali, «Annali dell'Associazione Ranuccio Bianchi Bandinelli», XIV, 2003 (Roma, Graffiti editore, 2003), pp. 13-18.
- "Balli" to Dance and Play in a Sixteenth-Century Miscellany, in BT Music observed: Studies in memory of William C. Holmes, eds. Colleen Reardon e Susan Parisi, Harmonic Park, Warren, 2003, pp. 31-54 (in coll. con F. Carboni e B. Sparti).
- (a c. di) Tullio Cima, Domenico Massenzio e la musica del loro tempo, Roma, Ibimus, 2003 (in coll. con F. Carboni e V. De Lucca).
- Le tre messe di Tullio Cima: prime considerazioni (a c. di) in Tullio Cima, Domenico Massenzio e la musica del loro tempo, a c. di F. Cabroni, V. De Lucce e A. Ziino, Roma, Ibimus, 2003, pp. 427-37.
- "Il trionfo di Clelia": Hasse e Gluck a confronto, in La tradizione classica nelle arti del XVIII secolo e la fortuna di Metastasio a Vienna, a c. di M. Valente ed E. Kanduth, Roma, Artemide Edizioni, 2003, pp. 21-62 (in coll. con M. T. Gialdroni).
- «della mia patria dolce, preclara / l'aura ribevo...»: alcune considerazioni sul libretto di Adriana Lecouvreur di Arturo Colautti, «Atti e Memorie della Società Dalmata di Storia Patria», Collana monografica, N. 5 (Vol. XXV - N.S. XIV), 2003, pp. 57-81.
- Aurelio Roncaglia, Nino Pirrotta e Diego Carpitella: ricordi e riflessioni, in L'eredità di Diego Carpitella - Etnomusicologia, antropologia e ricerca storica nel Salento e nell'area mediterranea, atti del Convegno Internazionale di Studi (Galatina, 21-23 giugno 2002), a c. di M. Agamennone e G. L. Di Mitri, Nardò, Besa Editrice, 2003, pp. 65-75.
- Le ragioni di una "scuola". Antonio Savasta e i suoi allievi, tra Napoli e Palermo: appunti e suggestioni per una storia della musica italiana tra le due guerre, in Alfredo Sangiorgi, a c. di R. Insolia e A. Marcellino, Lucca, LIM, 2004.